# La Rabatelière

La Rabatelière este o comună în departamentul Vendée, Franța. În 2009 avea o populație de 830 de locuitori.